# Viktor Aristov
Viktor Aristov (en ucraniano: Віктор Олександрович Арістов, en ruso: Ви́ктор Алекса́ндрович А́ристов; Mijáilov, RSFS de Rusia; 14 de agosto de 1938-14 de febrero de 2023) fue un futbolista y entrenador de fútbol de Ucrania nacido en Rusia que jugó en las posiciones de defensa y delantero.

## Carrera

### Jugador
| Periodo   | Club                 | Apariciones | Goles |
| --------- | -------------------- | ----------- | ----- |
| 1960      | FC Volgar Astrakhan  | 14          | 1     |
| 1960–1962 | FC Energiya Volzhsky | 34          | 1     |
| 1962      | Avangard Simferopol  | 10          | 0     |
| 1963–1965 | SKA Odesa            | 76          | 14    |
| 1966      | Lokomotiv Vinnytsia  | 30          | 0     |
| 1967–1973 | FC Metalist Kharkiv  | 254         | 2     |

### Entrenador
| Periodo   | Club                          |
| --------- | ----------------------------- |
| 1973–1983 | Metalist Kharkiv Sport School |
| 1983–1984 | Kharkiv city sport school     |
| 1993      | FC Metalist Kharkiv           |
| 1994      | SBTS Sumy                     |
| 1996      | Zoria-MALS Luhansk            |
| 1997      | FC Luch Vladivostok           |

## Logros
- Maestro de los Deportes de la Unión Soviética en 1963.